# Solbachsches Wappenbuch
Das Solbachsche Wappenbuch ist ein  handschriftliches Wappenbuch im Archiv der Tiroler Matrikel-Stiftung in Innsbruck, das in der zweiten Hälfte des 16. Jahrhunderts entstanden ist. Es enthält 1296 Wappenzeichnungen, die Konrad Fischnaler dem Maler David Solbach († 1591) zuschrieb, der in Brixen wirkte.

## Aufbau des Wappenbuches
Das Wappenbuch bestand ursprünglich aus zwei Teilen, die erst im 19. Jahrhundert zu einem einzigen Band mit Lederrücken zusammengebunden wurden. Dabei wurden auch die Blätter von 1 bis 249 neu durchgezählt. Der erste, rund 200 Blatt starke, ältere Teil zeigt deutlich den Einfluss des Wappenbuchs von Conrad Grünenberg aus dem 15. Jahrhundert. Er enthält gotisierende Wappenzeichnungen in luxuriöser Verteilung. Der zweite, 49 Blatt starke, jüngere Teil des Bandes ist ein selbstständiges, nur fragmentarisch erhaltenes Wappenwerk von guter künstlerischer Qualität. Die 49 erhaltenen, teils beschädigten Blätter (fol. 201–249) beinhalten 1296 zumeist kolorierte Wappenentwürfe als Miniaturen in mehr oder weniger sorgfältiger Federzeichnung. Dazu treten einige Wappenschablonen als Vorzeichnungen. Die Wappenentwürfe sind durchweg freie Schöpfungen im Geist und in den Formen der Renaissance. Fast alle Wappen sind mit Beischriften von verschiedenen Händen beschriftet. Aufgrund einiger fehlender Blätter (eine ältere Blattzählung ist teilweise noch erkennbar) und der zwischenzeitlichen Erneuerung der Bindung wurde die ursprüngliche Abfolge der Wappen gestört.

## Inhalt
Fischnaler gibt in seiner Beschreibung des Solbachschen Wappenbuches für den zweiten Teil (fol. 201–249) folgenden Inhalt an:
| Blatt | Blatt neu | Inhalt | Wappen-Nummer |
| ----- | --------- | --- | ------------- |
| 1a    | (= 201)   | Wappen „Solbach“ | 1.–4.         |
| 1b    |           | „Fürstlicher Durchleuchtigkeit Ertzherzog Ferdinanden zu Oesterreich etc.“ | 5.            |
| 1b    |           | Kardinal Christoph von Madrutz (1542 bis 1578) | 6.            |
| 2a    | (= 202)   | 5 Reihen mit je 7 Wappen beginnend „Kunig David“ bis „der heyligen drey kunig wapen“ | 7.–41.        |
| 2b    |           | 5 Reihen mit je 7 Wappen, beginnend mit „Engeland“ schliessend mit „K. zu Gadizia“ (18 Schablonen Königs-Wappen leer) | 42.–58.       |
| 3a    | (= 203)   | Grosses Wappen Erzherzog Ferdinands, auf dem Andreas-Kreuz | 59.           |
| 3a    |           | „Christofforus Andreas (Spaur) Eps. Gurgensis“ | 60.           |
| 3a    |           | „Augustinus (Schabl) Probst in der newenstifft“ | 61.           |
| 3a    |           | „Augustinus (Distelfink) Pptus. Novae cellae“ | 62.           |
| 3a    |           | 4 kleine Wappenschildehen mit Details für das Neustifter Wappen | 63.–66.       |
| 3a    |           | 8 Wappen-Schildchen in einer Reihe „Pfyrt, Murbach, Röttelen, Basel“ (die 4 übrigen leer) | 67.–70.       |
| 3b    |           | leer |               |
| 4a    | (= 204)   | 6 Reihen mit je 7 Wappen beginnend mit „Rottweil“, schliessend mit „Freidberg“, (darunter die tirolischen Städte: „Maran, Trient, Pottzen, Inspruck, Hall im Intall, Stortzing, Brixsen, Braunecken, Claussen, Rodemberg, Kupstain, Kittzbuehl“)                              | 71.–112.      |
| 4b    |           | 6 Reihen mit je 7 Wappen: „Rom“ bis „Neuenburg“ | 113.–154.     |
| 5a    | (= 205)   | 5 Reihen mit je 7 Herzogs-Wappen-Schablonen, beginnend mit: „Herzog von Moscovie“ bis „Wirtenberg“ (18 Schablonen leer) | 155.–171.     |
| 5b    |           | 5 Reihen mit je 7 Wappen: „Alt Oesterreich“ bis „Hertzog von Orliens“ | 172.–205.     |
| 6a    | (= 206)   | „Johann Toman (Spaur) Pischoff zu Brixsen“ | 206.          |
| 6a    |           | „Cardinal (Andreas) de Austria“ | 207.          |
| 6a    |           | H. Hanns Nass, weichpischoff zu Brixsen | 208.          |
| 6a    |           | (Johann Jakob) „Kuen von Belasy, Bischoff zu Saltzpurg“ (1560–1586) | 209.          |
| 6b    |           | leer. (Der Blattrand, parallel den Seiten durch Doppellinien abgegrenzt, zeigt in Contouren allerlei Rankenwerk und Blümchen, sämtlich bis zur Unkenntlichkeit verwischt, nur die Farbenbezeichnung, welche mit den Anfangsbuchstaben beigeschrieben wurde, ist noch lesbar.) |               |
| 7a    | (= 207)   | Der deutsche Reichsadler mit dem Reichswappen als Herzschild | 210.          |
| 7b    |           | leer |               |
| 8a    | (= 208)   | 4 Reihen mit je 3 Wappen: „Curfürst von Sachsen“ bis „her K(.. von) Fir(mian)“ | 211.–222.     |
| 8b    |           | detto, „Valten Fux“ ... „Kuen von Belasy“ | 223.–234.     |
| 9a    | (= 209)   | detto, „der von Baiersperk“ ... „Landtgraff zu Hessen“ (2 dreihelmige Schildschablonen leer) | 235.–244.     |
| 9b    |           | bis Blatt 13b je 4 Reihen mit je 3 leeren dreihelmigen Schildschablonen. |               |
| 14a   | (= 214)   | 4 Reihen mit je 3 Wappen: „Johann Thoma Freyher zu Spaur und Valer, Erbschenk der f. G. Tyrol, Coatiutor und Tumbropst zu Brixen“ ... „Herzog So (...)“ | 245.–256.     |
| 14b   |           | detto: „Graf von Stainburg“ ... „Baltauff Riter“ | 257.–268.     |
| 15a   | (= 215)   | detto: „die Höczl“ ... „Tieffenbach“ | 269.–280.     |
| 15b   |           | detto: „die von Madrutzsch“ ... „die von Duren“ | 281.–292.     |
| 16a   | (= 216)   | detto: „Augstin Strabl zu Aichhausen“ ... „Graf von Salm“ | 293.–304.     |
| 16b   |           | detto: „Rudolf von Hochenberg“ ... „Thuenhauser“ | 305.–316.     |
| 17a   | (= 217)   | detto: „Graff von Honaw“ ... „Cumpaner“ | 317.–328.     |
| 17b   |           | detto: „der von Etzenstorpf“ . . . (unbenannt) | 329.–340.     |
| 18a   | (= 218)   | detto: „Die Bayrn zu Eppan“ ... „der von Haydorff“ | 341.–352.     |
| 18b   |           | detto: „Hans Joseph von Eck zu Neuwurg. Riter“ ... „Auerßperg“ | 353.–364.     |
| 19a   | (= 219)   | detto: „Christoff von Welsperg“ ... Hans Jacob Vberecker von Sighoffstain, Thumher zu Brixen | 365.–376.     |
| 19b   |           | detto: „Maximilian von Kyenwurg zu Brunsee“ ... Carl Griespeck von Griespach (ein Wappen überklebt) | 377.–388.     |
| 20a   | (= 220)   | detto: „Christoph Baro von Auersperg“ ... (Preu von Korburg) | 389.–400.     |
| 20b   |           | detto: „die wertwein“ ... Wilhalm Seeman von Mangern (6 zweihelmige Schildschablonen leer) | 401.–406.     |
| 21a   | (= 221)   | je 4 Reihen mit je 4 zweihelmigen Schildschablonen |               |
| 21b   |           | je 4 Reihen mit je 4 zweihelmigen Schildschablonen; von hier an einhelmige Wappen und zwar je vier Reihen mit je vier Wappen auf einer Seite. |               |
| 22a   | (= 222)   | „Pfalzgraff (von) Rein“ ... „Portnaw“ | 407.–422.     |
| 22b   |           | „Schwaben“ ... „Zily“ (dabei Tyrol, Steyrmark, Kernten u. a.) | 423.–438.     |
| 23a   | (= 223)   | „Toroloys“ ... „Annsaroys“ (dabei Veldkirch, Sunnaburg etc.) | 439.–454.     |
| 23b   |           | „Allst“ ... „Grafen von Pandersberg“ | 455.–470.     |
| 24a   | (= 224)   | „Graff von Sant Jörgen“ ... Graff zu Schwarzenburg | 471.–486.     |
| 24b   |           | „Graff zu Zwingring“ ... Graff von Schonhofen | 487.–502.     |
| 25a   | (= 225)   | „Graf von Mofax“ ... „Raugraff“ | 503.–518.     |
| 25b   |           | „Freyhern von Schenkenberg“ ... „Freyher von Romstain“ | 519.–534.     |
| 26a   | (= 226)   | „die Freyhern von Fatz“ ... „von (...)“ | 535.–550.     |
| 26b   |           | „Die Knöbl vnd Ellenpottzen“ ... Gaudner (Gandner) | 551.–566.     |
| 27a   | (= 227)   | „Faustenmain“ ... „Hochenwart“ | 567.–582.     |
| 27b   |           | „Altmoß“ ... „Rechperg“ (Kirchberg) | 583.–598.     |
| 28a   | (= 228)   | „Zymberg“ ... „Jorg M(..)“ | 599.–614.     |
| 28b   |           | „Die von Ambl-“ ... „Melcher Prandegg“ | 615.–630.     |
| 29a   | (= 229)   | „Wernhart Giel“ ... „Wickeraw“ | 631.–646.     |
| 29b   |           | „Erhart Conpley“ ... „Läml“ | 647.–662.     |
| 30a   | (= 230)   | „Vberrayner“ ... „Adam Prey (von Lusen ...)“ | 663.–678.     |
| 30b   |           | „Tachgrub abn Ritten“ ... „Velturner“ | 679.–694.     |
| 31a   | (= 231)   | „Dumerstorffer“ ... „Vngerstorff“ | 695.–710.     |
| 31b   |           | „Peysser“ ... „Ridnaw“ | 711.–626.     |
| 32a   | (= 232)   | „Grimiger“ ... „Hopfstetter“ (Hofstetter) | 727.–742.     |
| 32b   |           | „Harnöpfl aus Basseyer“ ... „Rodneck“ | 743.–758.     |
| 33a   | (= 233)   | „Teysser“ ... „Stöttner“ | 759.–774.     |
| 33b   |           | „Spaurer“ ... „Haiffler“ | 775.–790.     |
| 34a   | (= 234)   | „Jauffenburg“ ... „Leobeneck“ | 791.–806.     |
| 34b   |           | „Breytenbach“ ... „Zecker“ | 807.–822.     |
| 35a   | (= 235)   | „(R)abenstein“ ... „Hern von Absperg“ | 823.–838.     |
| 35b   |           | „Löfflholz von Nürnberg“ ... „Wilhalm von Sunnen“ | 839.–854.     |
| 36a   | (= 236)   | „Bernhart von Husch“ ... „Fudeler“ | 855.–870.     |
| 36b   |           | „Wilhalm von Einsidler“... „Schellenperg“ | 871.–886.     |
| 37a   | (= 237)   | „Ander Walßein (vo)n Osterreich“ ... „Gottfrit zu Franckenstain“ | 887.–902.     |
| 37b   |           | „Georg Gmechech“ .. . „Bettune“ | 903.–918.     |
| 38a   | (= 238)   | „Die Winckelhouer“ ... „d(ie Taxis)“ | 919.–934.     |
| 38b   |           | „Die Seysenhofer“ ... „von Schöneber(g)“ | 935.–950.     |
| 39a   | (= 239)   | „Die Rauber“ ... (abgerissen) | 951.–965.     |
| 39b   |           | „Andre Thenn“ ... (...) | 966.–980.     |
| 40a   | (= 240)   | „Handelberg“ ... (Eppaner) | 981.–996.     |
| 40b   |           | „Matthias von stain“ . . . „Die Rost von h(...)“ | 997.–1012.    |
| 41a   | (= 241)   | „Selawer (von Ste)rczingen“ ... (Jöchl) | 1013.–1028.   |
| 41b   |           | „von Sulczbach“ ... „Haug“ (abgerissen) | 1028.–1044.   |
| 42a   | (= 242)   | „Die von Sarns“ ... Georg (Riss) | 1045.–1060.   |
| 42b   |           | „Joachim Waitz“ ... „Augustin Pargamen“ | 1061.–1076.   |
| 43a   | (= 243)   | „Die von Andlaw“ ... (kleines Fragment) | 1077.–1092.   |
| 43b   |           | „Morspeck“ ... „Windegg“ | 1093.–1108.   |
| 44a   | (= 244)   | „Hainrich freyher zu Schwartzenberg und hohen Landsberg fürstlicher lanthermaister“ ... „Vlrich Ramschwag“ | 1109.–1124.   |
| 44b   |           | „Siesin Vichauers“ ... „Vlrich Kopaun von Schnirtzitz“ | 1125.–1140.   |
| 45a   | (= 245)   | „Hans Knebelsberger von Stortzingen“ ... „Otto von Eb(...)“ | 1141.–1156.   |
| 45b   |           | „Ferdinand Watzler f. d. Erzhertzog Carls zu Osterreich etc. Kamerer“ ... „Victor von Heydeck Hausfraw“ (Geremia?) | 1157.–1173.   |
| 46a   | (= 246)   | „von Grienstain“ ... „Wolfgang“ (...) | 1174.–1189.   |
| 46b   |           | „F. dt. Erzherzog Ferdinand zu Osterreich diener, erster Eysenhandels-Verwalter in Tyrol und Steiermark Gorg Voglmair zu Tyrperg.“ ... „her Caspar Greyffenperger“ | 1190.–1205.   |
| 47a   | (= 247)   | „Maroltinger von Trauenstain“ ... „Gienger zu Gr(ün)puechel“ | 1206.–1221.   |
| 47b   |           | „Simon Schuestel F. dt. Erzherzog Ferdinanden zu Osterreich diener und steurainnemer des virtels am Eysack und stifft Brixsen“ ... „Bernhard Wagner“ (die vier letzten Schildschablonen leer)                                                                                 | 1222.–1233.   |
| 48a   | (= 248)   | „Hans Wenderle, Stadtschreiber zu Clausen“ ... „Benedict (...)“ | 1234.–1249.   |
| 48b   |           | „Michel Vischnaler“ ... „Valunger Zehentner auff Layen“ | 1250.–1265.   |
| 49a   | (= 249)   | „(Hans) Sigmundt“ ... „Jacob Miller“ | 1266.–1281.   |
| 49b   |           | „Martin Guettel“ ... „Gorg Hu(...) auffm Schabs“ | 1281.–1297.   |